# Yelandur
Yelandur è una suddivisione dell'India, classificata come town panchayat, di 8.583 abitanti, situata nel distretto di Chamarajanagar, nello stato federato del Karnataka. In base al numero di abitanti la città rientra nella classe V (da 5.000 a 9.999 persone).

## Geografia fisica
La città è situata a 12° 4' 0 N e 77° 1' 60 E e ha un'altitudine di 554 m s.l.m..

## Società

### Evoluzione demografica
Al censimento del 2001 la popolazione di Yelandur assommava a 8.583 persone, delle quali 4.404 maschi e 4.179 femmine. I bambini di età inferiore o uguale ai sei anni assommavano a 877, dei quali 455 maschi e 422 femmine. Infine, coloro che erano in grado di saper almeno leggere e scrivere erano 4.968, dei quali 2.873 maschi e 2.095 femmine.